# Bassam Al-Rawi
Bassam Hisham Al-Rawi (in arabo بسام هشام الراوي‎?; Baghdad, 16 dicembre 1997) è un calciatore qatariota, centrocampista o difensore dell'Al-Rayyan, in prestito dall'Al-Duhail e della nazionale qatariota.

## Statistiche

### Cronologia presenze in nazionale
| Cronologia completa delle presenze e delle reti in nazionale ― Qatar | Cronologia completa delle presenze e delle reti in nazionale ― Qatar | Cronologia completa delle presenze e delle reti in nazionale ― Qatar | Cronologia completa delle presenze e delle reti in nazionale ― Qatar | Cronologia completa delle presenze e delle reti in nazionale ― Qatar | Cronologia completa delle presenze e delle reti in nazionale ― Qatar | Cronologia completa delle presenze e delle reti in nazionale ― Qatar | Cronologia completa delle presenze e delle reti in nazionale ― Qatar |
| Data                                                                 | Città                                                                | In casa                                                              | Risultato                                                            | Ospiti                                                               | Competizione                                                         | Reti                                                                 | Note                                                                 |
| -------------------------------------------------------------------- | -------------------------------------------------------------------- | -------------------------------------------------------------------- | -------------------------------------------------------------------- | -------------------------------------------------------------------- | -------------------------------------------------------------------- | -------------------------------------------------------------------- | -------------------------------------------------------------------- |
| 11-11-2017                                                           | Doha                                                                 | Qatar                                                                | 0 – 1                                                                | Rep. Ceca                                                            | Amichevole                                                           | -                                                                    |                                                                      |
| 14-11-2017                                                           | Doha                                                                 | Qatar                                                                | 1 – 1                                                                | Islanda                                                              | Amichevole                                                           | -                                                                    |                                                                      |
| 21-3-2018                                                            | Basra                                                                | Iraq                                                                 | 2 – 3                                                                | Qatar                                                                | Amichevole                                                           | -                                                                    |                                                                      |
| 24-3-2018                                                            | Basra                                                                | Qatar                                                                | 2 – 2                                                                | Siria                                                                | Amichevole                                                           | -                                                                    |                                                                      |
| 7-9-2018                                                             | Doha                                                                 | Qatar                                                                | 1 – 0                                                                | Cina                                                                 | Amichevole                                                           | -                                                                    |                                                                      |
| 11-9-2018                                                            | Doha                                                                 | Qatar                                                                | 3 – 0                                                                | Palestina                                                            | Amichevole                                                           | -                                                                    | 77’                                                                  |
| 12-10-2018                                                           | Doha                                                                 | Qatar                                                                | 4 – 3                                                                | Ecuador                                                              | Amichevole                                                           | -                                                                    | 38’                                                                  |
| 16-10-2018                                                           | Tashkent                                                             | Uzbekistan                                                           | 2 – 0                                                                | Qatar                                                                | Amichevole                                                           | -                                                                    |                                                                      |
| 14-11-2018                                                           | Lugano                                                               | Svizzera                                                             | 0 – 1                                                                | Qatar                                                                | Amichevole                                                           | -                                                                    |                                                                      |
| 27-12-2018                                                           | Doha                                                                 | Qatar                                                                | 0 – 1                                                                | Algeria                                                              | Amichevole                                                           | -                                                                    |                                                                      |
| 31-12-2018                                                           | Doha                                                                 | Qatar                                                                | 1 – 2                                                                | Iran                                                                 | Amichevole                                                           | -                                                                    |                                                                      |
| 9-1-2019                                                             | al-'Ayn                                                              | Qatar                                                                | 2 – 0                                                                | Libano                                                               | Coppa d'Asia 2019 - 1º turno                                         | 1                                                                    |                                                                      |
| 13-1-2019                                                            | al-'Ayn                                                              | Corea del Nord                                                       | 0 – 6                                                                | Qatar                                                                | Coppa d'Asia 2019 - 1º turno                                         | -                                                                    | 14’                                                                  |
| 17-1-2019                                                            | Abu Dhabi                                                            | Arabia Saudita                                                       | 0 – 2                                                                | Qatar                                                                | Coppa d'Asia 2019 - 1º turno                                         | -                                                                    |                                                                      |
| 22-1-2019                                                            | Abu Dhabi                                                            | Qatar                                                                | 1 – 0                                                                | Iraq                                                                 | Coppa d'Asia 2019 - Ottavi di finale                                 | 1                                                                    | 90+3’                                                                |
| 25-1-2019                                                            | Abu Dhabi                                                            | Corea del Sud                                                        | 0 – 1                                                                | Qatar                                                                | Coppa d'Asia 2019 - Quarti di finale                                 | -                                                                    | 40’                                                                  |
| 1-2-2019                                                             | Abu Dhabi                                                            | Giappone                                                             | 1 – 3                                                                | Qatar                                                                | Coppa d'Asia 2019 - Finale                                           | -                                                                    |                                                                      |
| 16-6-2019                                                            | Rio de Janeiro                                                       | Paraguay                                                             | 2 – 2                                                                | Qatar                                                                | Coppa America 2019 - 1º turno                                        | -                                                                    |                                                                      |
| 19-6-2019                                                            | San Paolo                                                            | Colombia                                                             | 1 – 0                                                                | Qatar                                                                | Coppa America 2019 - 1º turno                                        | -                                                                    |                                                                      |
| 23-6-2019                                                            | Porto Alegre                                                         | Qatar                                                                | 0 – 2                                                                | Argentina                                                            | Coppa America 2019 - 1º turno                                        | -                                                                    |                                                                      |
| 5-9-2019                                                             | Doha                                                                 | Qatar                                                                | 6 – 0                                                                | Afghanistan                                                          | Qual. Mondiali 2022                                                  | -                                                                    | 30’                                                                  |
| 10-9-2019                                                            | Doha                                                                 | Qatar                                                                | 0 – 0                                                                | India                                                                | Qual. Mondiali 2022                                                  | -                                                                    |                                                                      |
| 10-10-2019                                                           | Dacca                                                                | Bangladesh                                                           | 0 – 2                                                                | Qatar                                                                | Qual. Mondiali 2022                                                  | -                                                                    |                                                                      |
| 15-10-2019                                                           | Al Wakrah                                                            | Qatar                                                                | 2 – 1                                                                | Oman                                                                 | Qual. Mondiali 2022                                                  | -                                                                    |                                                                      |
| 26-11-2019                                                           | Doha                                                                 | Qatar                                                                | 1 – 2                                                                | Iraq                                                                 | Gulf Cup 2019 - 1º turno                                             | -                                                                    | 84’                                                                  |
| 24-3-2021                                                            | Debrecen                                                             | Qatar                                                                | 1 – 0                                                                | Lussemburgo                                                          | Amichevole                                                           | -                                                                    |                                                                      |
| 27-3-2021                                                            | Debrecen                                                             | Qatar                                                                | 2 – 1                                                                | Azerbaigian                                                          | Amichevole                                                           | -                                                                    | 83’                                                                  |
| 30-3-2021                                                            | Debrecen                                                             | Qatar                                                                | 1 – 1                                                                | Irlanda                                                              | Amichevole                                                           | -                                                                    |                                                                      |
| 3-6-2021                                                             | Doha                                                                 | India                                                                | 0 – 1                                                                | Qatar                                                                | Qual. Mondiali 2022                                                  | -                                                                    |                                                                      |
| 7-6-2021                                                             | Doha                                                                 | Oman                                                                 | 0 – 1                                                                | Qatar                                                                | Qual. Mondiali 2022                                                  | -                                                                    | 77’                                                                  |
| 4-7-2021                                                             | Pola                                                                 | El Salvador                                                          | 0 – 1                                                                | Qatar                                                                | Amichevole                                                           | -                                                                    |                                                                      |
| 13-7-2021                                                            | Houston                                                              | Qatar                                                                | 3 – 3                                                                | Panama                                                               | Gold Cup 2021 - 1º turno                                             | -                                                                    |                                                                      |
| 17-7-2021                                                            | Houston                                                              | Grenada                                                              | 0 – 4                                                                | Qatar                                                                | Gold Cup 2021 - 1º turno                                             | -                                                                    | 46’                                                                  |
| 20-7-2021                                                            | Houston                                                              | Honduras                                                             | 0 – 2                                                                | Qatar                                                                | Gold Cup 2021 - 1º turno                                             | -                                                                    |                                                                      |
| 25-7-2021                                                            | Glendale                                                             | Qatar                                                                | 3 – 2                                                                | El Salvador                                                          | Gold Cup 2021 - Quarti di finale                                     | -                                                                    |                                                                      |
| 30-7-2021                                                            | Austin                                                               | Qatar                                                                | 0 – 1                                                                | Stati Uniti                                                          | Gold Cup 2021 - Semifinale                                           | -                                                                    |                                                                      |
| 1-9-2021                                                             | Debrecen                                                             | Qatar                                                                | 0 – 4                                                                | Serbia                                                               | Amichevole                                                           | -                                                                    |                                                                      |
| 4-9-2021                                                             | Debrecen                                                             | Qatar                                                                | 1 – 3                                                                | Portogallo                                                           | Amichevole                                                           | -                                                                    | 76’                                                                  |
| 7-9-2021                                                             | Lussemburgo                                                          | Lussemburgo                                                          | 1 – 1                                                                | Qatar                                                                | Amichevole                                                           | -                                                                    | 33’                                                                  |
| 9-10-2021                                                            | Loulé                                                                | Portogallo                                                           | 3 – 0                                                                | Qatar                                                                | Amichevole                                                           | -                                                                    |                                                                      |
| 12-10-2021                                                           | Dublino                                                              | Irlanda                                                              | 4 – 0                                                                | Qatar                                                                | Amichevole                                                           | -                                                                    |                                                                      |
| 11-11-2021                                                           | Belgrado                                                             | Serbia                                                               | 4 – 0                                                                | Qatar                                                                | Amichevole                                                           | -                                                                    | 61’ 87’                                                              |
| 30-11-2021                                                           | Al Khawr                                                             | Qatar                                                                | 1 – 0                                                                | Bahrein                                                              | Coppa araba FIFA 2021 - 1º turno                                     | -                                                                    |                                                                      |
| 3-12-2021                                                            | Doha                                                                 | Oman                                                                 | 1 – 2                                                                | Qatar                                                                | Coppa araba FIFA 2021 - 1º turno                                     | -                                                                    |                                                                      |
| 6-12-2021                                                            | Al Khawr                                                             | Qatar                                                                | 3 – 0                                                                | Iraq                                                                 | Coppa araba FIFA 2021 - 1º turno                                     | -                                                                    | 60’                                                                  |
| 10-12-2021                                                           | Al Khawr                                                             | Qatar                                                                | 5 – 0                                                                | Emirati Arabi Uniti                                                  | Coppa araba FIFA 2021 - Quarti di finale                             | -                                                                    | 60’                                                                  |
| 15-12-2021                                                           | Doha                                                                 | Qatar                                                                | 1 – 2                                                                | Algeria                                                              | Coppa araba FIFA 2021 - Semifinale                                   | -                                                                    | 90’                                                                  |
| 26-3-2022                                                            | Al Rayyan                                                            | Qatar                                                                | 2 – 1                                                                | Bulgaria                                                             | Amichevole                                                           | -                                                                    |                                                                      |
| 29-3-2022                                                            | Al Rayyan                                                            | Qatar                                                                | 0 – 0                                                                | Slovenia                                                             | Amichevole                                                           | -                                                                    |                                                                      |
| 26-8-2022                                                            | Wiener Neustadt                                                      | Qatar                                                                | 1 – 1                                                                | Giamaica                                                             | Amichevole                                                           | -                                                                    |                                                                      |
| 23-9-2022                                                            | Vienna                                                               | Qatar                                                                | 0 – 2                                                                | Canada                                                               | Amichevole                                                           | -                                                                    | 90’                                                                  |
| 27-9-2022                                                            | Vienna                                                               | Qatar                                                                | 2 – 2                                                                | Cile                                                                 | Amichevole                                                           | -                                                                    | 79’                                                                  |
| 9-11-2022                                                            | Marbella                                                             | Qatar                                                                | 1 – 0                                                                | Albania                                                              | Amichevole                                                           | -                                                                    |                                                                      |
| 20-11-2022                                                           | Al Khawr                                                             | Qatar                                                                | 0 – 2                                                                | Ecuador                                                              | Mondiali 2022 - 1º turno                                             | -                                                                    |                                                                      |
| 15-6-2023                                                            | Ritzing                                                              | Giamaica                                                             | 1 – 2                                                                | Qatar                                                                | Amichevole                                                           | -                                                                    |                                                                      |
| 26-6-2023                                                            | Houston                                                              | Haiti                                                                | 2 – 1                                                                | Qatar                                                                | Gold Cup 2023 - 1º turno                                             | -                                                                    | 46’                                                                  |
| 29-6-2023                                                            | Glendale                                                             | Qatar                                                                | 1 – 1                                                                | Honduras                                                             | Gold Cup 2023 - 1º turno                                             | -                                                                    | 52’                                                                  |
| 8-7-2023                                                             | Arlington                                                            | Panama                                                               | 4 – 0                                                                | Qatar                                                                | Gold Cup 2023 - Quarti di finale                                     | -                                                                    |                                                                      |
| 7-9-2023                                                             | Al Wakrah                                                            | Qatar                                                                | 1 – 2                                                                | Kenya                                                                | Amichevole                                                           | -                                                                    | 46’                                                                  |
| 12-9-2023                                                            | Al Wakrah                                                            | Qatar                                                                | 1 – 1                                                                | Russia                                                               | Amichevole                                                           | -                                                                    | 60’                                                                  |
| 13-10-2023                                                           | Amman                                                                | Iraq                                                                 | 0 – 0                                                                | Qatar                                                                | Amichevole                                                           | -                                                                    |                                                                      |
| 16-11-2023                                                           | Doha                                                                 | Qatar                                                                | 8 – 1                                                                | Afghanistan                                                          | Qual. Mondiali 2026                                                  | -                                                                    | 64’                                                                  |
| 21-11-2023                                                           | Bhubaneswar                                                          | India                                                                | 0 – 3                                                                | Qatar                                                                | Qual. Mondiali 2026                                                  | -                                                                    | 88’                                                                  |
| 31-12-2023                                                           | Doha                                                                 | Qatar                                                                | 3 – 0                                                                | Cambogia                                                             | Amichevole                                                           | -                                                                    | 46’                                                                  |
| 5-1-2024                                                             | Doha                                                                 | Qatar                                                                | 1 – 2                                                                | Giordania                                                            | Amichevole                                                           | -                                                                    | 46’                                                                  |
| 17-1-2024                                                            | Al Khawr                                                             | Tagikistan                                                           | 0 – 1                                                                | Qatar                                                                | Coppa d'Asia 2023 - 1º turno                                         | -                                                                    |                                                                      |
| 22-1-2024                                                            | Doha                                                                 | Qatar                                                                | 1 – 0                                                                | Cina                                                                 | Coppa d'Asia 2023 - 1º turno                                         | -                                                                    | 70’                                                                  |
| 29-1-2024                                                            | Al Khawr                                                             | Qatar                                                                | 2 – 1                                                                | Palestina                                                            | Coppa d'Asia 2023 - Ottavi di finale                                 | -                                                                    | 46’                                                                  |
| 14-11-2024                                                           | Doha                                                                 | Qatar                                                                | 3 – 2                                                                | Uzbekistan                                                           | Qual. Mondiali 2026                                                  | -                                                                    | 78’                                                                  |
| 10-6-2025                                                            | Tashkent                                                             | Uzbekistan                                                           | 3 – 0                                                                | Qatar                                                                | Qual. Mondiali 2026                                                  | -                                                                    | 41’                                                                  |
| Totale                                                               |                                                                      | Presenze                                                             | 70                                                                   |                                                                      | Reti                                                                 | 2                                                                    |                                                                      |

## Palmarès

### Club
- Qatar Stars League: 3

Al-Duhail: 2017-2018, 2019-2020, 2022-2023
- Coppa del Principe del Qatar: 1

Al-Duhail: 2018
- Coppa dell'Emiro del Qatar: 3

Al-Duhail: 2018, 2019, 2022
- Coppa del Qatar: 1

Al-Duhail: 2023

### Nazionale
- Coppa d'Asia: 2

2019, 2023